# 繻子織

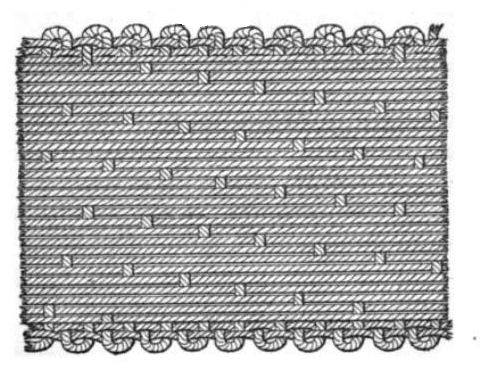
しゅす織りの一種である本しゅす（サテン）。

繻子織（しゅすおり、朱子織とも書く）は、経糸（たていと）・緯糸（よこいと）五本以上から構成される、織物組織（三原組織）の一つである。経・緯どちらかの糸の浮きが非常に少なく、経糸または緯糸のみが表に表れているように見える。密度が高く地は厚いが、斜文織よりも柔軟性に長け、光沢が強い。ただし、摩擦や引っかかりには弱い。

## 主なしゅす織り
- 本しゅす（＝サテン）
- ドスキン
- 綿朱子
- 緞子
- 綸子